# Slăviță
Slăviță este un vechi soi românesc de struguri.